# Rimbo
Rimbo er en svensk by i Norrtälje kommune i Stockholms län i landskapet Uppland. Byen har 5.346(2023) indbyggere. Rimbo ligger mellem søerne Syningen og Långsjön, cirka 20 kilometer vest for byen Norrtälje.
Her åbnede jernbanen mellem Uppsala og Norrtälje i 1884, og Rimbo voksede op som det centrale handelssted langs jernbanen. Stedet var selvstændigt kommunecenter 1914-1957, men mistede betydning da jernbanelinjerne til Norrtälje og Stockholm blev nedlagt henholdsvis i 1960'erne og i 1981. Rimbo har fortsat nogen industri.